# NGC 6358
NGC 6358 је спирална галаксија у сазвежђу Змај која се налази на NGC листи објеката дубоког неба.
Деклинација објекта је + 52° 36' 57" а ректасцензија 17h 18m 52,8s. Привидна величина (магнитуда) објекта NGC 6358 износи 14,3 а фотографска магнитуда 15,1. NGC 6358 је још познат и под ознакама UGC 10810, MCG 9-28-33, CGCG 277-34, PGC 60054.